# 건류댐
건류댐은 평상시에는 물을 가둬놓지 않고 홍수 등의 비상시에만 물을 가두는 댐이다.
건류댐을 건설하는 목적은 갑작스런 홍수에 대비하려는 것으로 댐 하류지역을 보호하고자 설치한다.
대한민국의 경우는 평화의 댐이 대표적 사례이다.